# Почолкув
Почолкув (пол. Poczołków, нім. Poscholkau) — село в Польщі, у гміні Зембовиці Олеського повіту Опольського воєводства.
Населення — 129 осіб (2011).

## Демографія
Демографічна структура станом на 31 березня 2011 року:
|          | Загалом | Допрацездатний вік | Працездатний вік | Постпрацездатний вік |
| -------- | ------- | ------------------ | ---------------- | -------------------- |
| Чоловіки | 62      | 8                  | 46               | 8                    |
| Жінки    | 67      | 8                  | 43               | 16                   |
| Разом    | 129     | 16                 | 89               | 24                   |